# ماهاسوآبه (ووهیپنو)
ماهاسوآبه (به لاتین: Mahasoabe) یک منطقهٔ مسکونی در ماداگاسکار است که در وهیپنو واقع شده‌است. ماهاسوآبه ۷٬۰۰۰ نفر جمعیت دارد و ۱۲ متر بالاتر از سطح دریا واقع شده‌است.